# سارا استیونسن
سارا دیانا استیونسن (متولد ۳۰ مارس ۱۹۸۳) تکواندوکار اهل انگلیس است.
استیونسن بعد از قهرمانی جهان در سال ۲۰۰۱، در سومین حضور المپیکی خود در بازی‌های المپیک ۲۰۰۸ در پکن با دستیابی به مدال برنز، اولین مدال المپیکی در ورزش تکواندو را برای کشورش بدست آورد.
وی بصورت بحث‌برانگیزی، قبل از دور نهایی حذف شد و با درخواست بازنگری به مسابقه رده‌بندی برای کسب مدال برنز راه یافت.
در سال ۲۰۱۳، استیونسن بازنشستگی خود را از مسابقات اعلام کرد، وی بعد از آن قصد داشت که در نقش مریبگری برای تیم بریتانیا حضور یابد.

## اوایل زندگی
استیونسن در دونکاستر متولد شد و در دبیرستان دون ولی در اسکورتورپ تحصیل کرد. او تمرینات تکواندو را از ۷ سالگی آغاز کرد.

## حرفه
استیونسن کار خود را با قهرمانی در مسابقات نوجوانان جهانی در سال ۱۹۹۸ آغاز کرد. در سال ۲۰۰۰، در مسابقات تکواندو مقدماتی جهانی المپیک تابستانی ۲۰۰۰ مقام سوم را به دست آورد و جواز حضور در المپیک تابستانی ۲۰۰۰ در وزن ۶۷ کیلوگرم را بدست آورد. این دستاوردها برای او شهرت به ارمغان آورد و نظر جکی چان فوق ستاره هنرهای رزمی را به او جلب کرد به طوری که در ضمن تبلیغ فیلم سینمایی ظهر شانگهای در انگلستان از استیونسن حمایت مالی کرد. اما در بازی‌های المپیک ۲۰۰۰ او در مرحله نیمه نهایی به ترود گوندرسون نروژی و در رده‌بندی به یوریو اوکاموتو ژاپنی مسابقه را واگذار کرد. سال بعد، در مسابقات تکواندو قهرمانی ۲۰۰۱، او بعد از شکست دادن، دارنده مدال طلای المپیک تابستانی۲۰۰۰، چن ژونگ در فینال، قهرمان جهان شد. او اولین قهرمان انگلیسی جهان در تکواندو شد.

## زندگی شخصی
استیونسن در مراسم افتخارات سال نو ۲۰۱۲ به عنوان عضو سفارش امپراتوری بریتانیا (MBE) منصوب شد تا به خدمات هنری رزمی بپردازد.